# Carlos Romero Cruz
Carlos Romero Cruz, född 1 mars 1990 i Uppsala, är en svensk skådespelare.

## Biografi
Cruz är utbildad vid Stockholms dramatiska högskola. Han har medverkat i ett flertal teateruppsättningar, och TV-serierna Tore och Happy jävla Pride. Han har vidare medverkat i filmen Lasse-Majas detektivbyrå – Skorpionens gåta.

## Filmografi (i urval)
- 2022 – Lasse-Majas detektivbyrå – Skorpionens gåta
- 2023 – Tore (TV-serie)
- 2024 – Happy jävla Pride (TV-serie)
- 2025 – Snövit (film, 2025) (TV-serie)

## Teater

### Roller
| År   | Roll                         | Produktion                                                            | Regi                 | Teater                   |
| ---- | ---------------------------- | --------------------------------------------------------------------- | -------------------- | ------------------------ |
| 2019 |                              | Zebrafinken Carlos Romero Cruz                                        | Klas Wiljergård      | Kulturhuset Stadsteatern |
| 2019 | Eli                          | Låt den rätte komma in John Ajvide Lindqvist                          | Johan Paus           | Kulturhuset Stadsteatern |
| 2021 | Lignière Alastair Montfleury | Cyrano de Bergerac Martin Crimp                                       | Alexander Mørk-Eidem | Kulturhuset Stadsteatern |
| 2022 | Johannis Viktoria            | Kulla-Gulla Martha Sandwall-Bergström                                 | Maria Sid            | Kulturhuset Stadsteatern |
| 2022 | Miranda la Magìa m.fl        | Mandomsprovet (The Graduate) Terry Johnson                            | Sunil Munshi         | Kulturhuset Stadsteatern |
| 2022 |                              | Röde Orm Frans G. Bengtsson                                           | Alexander Mørk-Eidem | Kulturhuset Stadsteatern |
| 2023 | Horatio                      | Hamlet William Shakespeare                                            | Sunil Munshi         | Kulturhuset Stadsteatern |
| 2024 | Teseus m.fl                  | En midsommarnattsdröm (A Midsummer Night's Dream) William Shakespeare | Melody Parker        | Kulturhuset Stadsteatern |
| 2024 | Understudy                   | Den långa flykten (Watership Down) Richard Adams                      | Alexander Mørk-Eidem | Kulturhuset Stadsteatern |